# 阿部知二
阿部知二（あべ ともじ、1903年—1973年4月23日），日本小说家，岡山縣美作市人。

## 生平
阿部1927年毕业于东京大学，1930年发表短篇小说《日德对抗赛》，一举成名。他早期是日本文学新兴艺术派的重要人物，主张作家应该以理智驾驭感情，进行客观的描写。1936年发表长篇小说《冬之宿》。
阿部同中国文学家林语堂等有着深厚的友谊，曾多次访问中国，并著有小说《北京》等描写中国的作品。他在日中战争期间，持反战态度。《风雪》是他这一时期的重要作品。
战后，他秉承自由主义思想，出版了多部描写知识分子生活的作品，并积极翻译、分析西方文学作品。1973年逝世。